# Maya Okamoto
Maya Okamoto 岡本 麻弥?, Okamoto Maya (Shinjuku, 3 febbraio 1967) è un'attrice, doppiatrice e cantante giapponese, affiliata con l'agenzia 81 Produce.
Fra i suoi ruoli più celebri si possono ricordare Soletta Orihime in Sakura Wars, Saiko Yuki in Silent Möbius e Sarah Bryant in Virtua Fighter.

## Ruoli principali
- Patty in Maple Town
- Stella in Magica magica Emi
- Maya Jingu in Burn-Up W e Excess
- Mio in Grander Musashi
- Reiko Hosokawa in Humming Bird - Ragazze con le ali
- Reira Yakushiji in HUGtto! Pretty Cure
- Harumi Nakagawa in L'irresponsabile capitano Tylor
- Seria in Darkside Blues
- Diana in Lupin III - All'inseguimento del tesoro di Harimao
- Ramia in Magica Pretty Sammy e Magical Project S
- Haruka Minato in Mobile Battleship Nadesico
- Leina Ashta in Mobile Suit Gundam ZZ
- Emma Sheen in Mobile Suit Zeta Gundam
- Megumi in Urotsukidoji
- Marine in Saber Marionette J Again
- Soletta Orihime in Sakura Wars
- Touko Yonera in Serial Experiments Lain
- Saiko Yuki in Silent Möbius
- Mei-Ling (Lin-Lin) in Vampire Hunter OVA
- Sarah Bryant in Virtua Fighter
- Fanna in Kouryu Densetsu Villgust OVA
- Eliade in D.Gray-man